# M1894 210mmベルギー臼砲

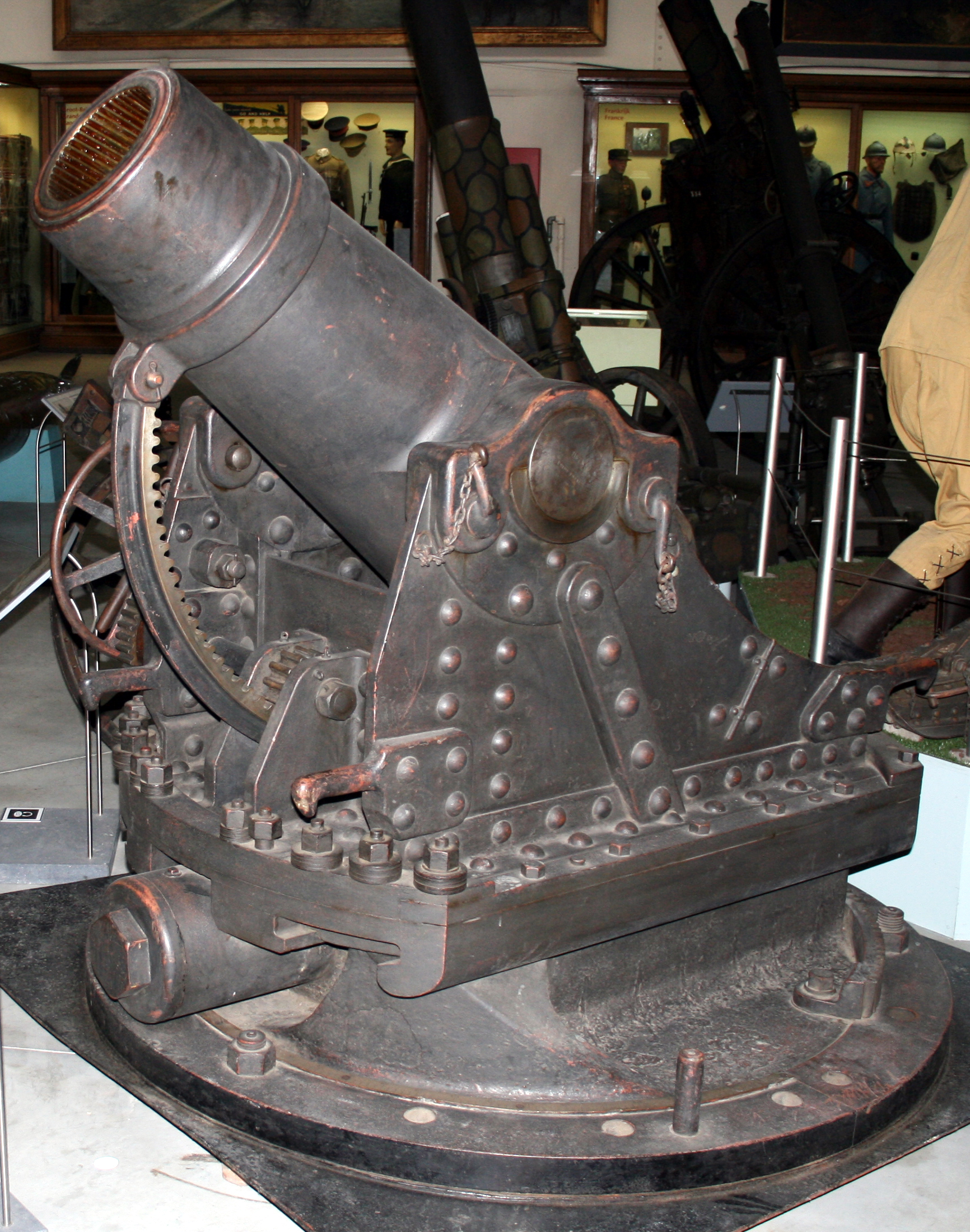
M1894 210mmベルギー臼砲

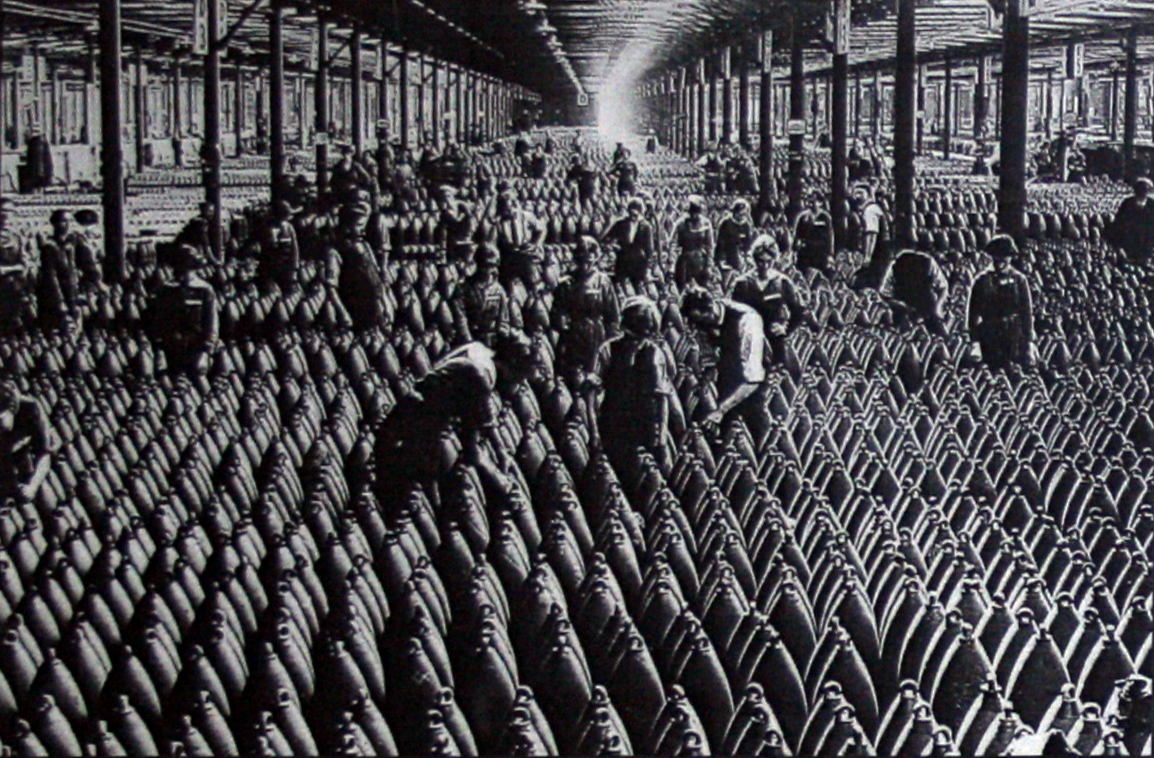
ベルギーの弾薬工場の砲弾ストック

M1894 210mmベルギー臼砲(M1894 210mm Belgian mortar)とはベルギー軍が使用していた攻城臼砲である。
1890年に作製された100mm臼砲の拡大版として1894年に開発された。同種の臼砲に150mmと240mmがあった。

## スペック
- 口径：210mm
- 仰角：+15～+60度
- 旋回角：120度